# Até
Até (görög betűkkel Ἄτη) görög mitológiai alak, a rosszra csábítás és a rossz tanács istennője, Erisz leánya. Ő tanácsolta Zeusznak azt az esküt, amely fia, Héraklész felett akkora hatalmat adott Eurüsztheusznak (lásd: Nikippé). Ezután Zeusz (aki Homérosz szerint az istennő apja volt) dühében lehajította az égből, és azóta az emberekre hoz bajt. A tragikus költőknél gyakran a bosszú megszemélyesítője, és Nemesziszhez hasonlít. 